# 福島県道・宮城県道38号相馬亘理線
福島県道・宮城県道38号相馬亘理線（ふくしまけんどう・みやぎけんどう38ごう そうまわたりせん）は、福島県相馬市から宮城県亘理郡亘理町に至る県道（主要地方道）である。

## 概要
相馬市の塚の町交差点（福島県道394号（国道6号旧道）、国道115号（非バイパス区間末端）交点）から松川浦へ東進、松川浦漁港、相馬工業港、釣師浜漁港、磯浜漁港と太平洋沿いに北上する。東日本大震災前は1車線区間が多く地域の生活道路としての側面が大きかった。終点付近の亘理郡亘理町では在来の集落を迂回するバイパスがある。東日本大震災発生以前は福島・宮城県境付近から亘理町内まではJR常磐線と並行していた。並行する国道6号よりも信号が少なく、かつ交通量が少ないため仙台市や仙台空港-福島県相双地区を結ぶ抜け道、さらには高校駅伝などの公道レースの会場として活用されていた。
東日本大震災による津波ではほぼ全線に亘って被災したため、内陸移設された常磐線新地駅 - 山下駅間の旧線路盤を活用し、高さ5 - 7mに盛り土した2車線道路へ転用する工事が行われ、完成後はこちらに県道が指定変更された。

### 路線データ
- 起点：相馬市塚ノ町2丁目（塚ノ町交差点）
- 終点：亘理郡亘理町逢隈高屋
- 実延長：31,253 m
  - 福島県側：14,164 m[1]
  - 宮城県側：17,089.4 m[2]

### バイパス・新道
上述のとおり、JR常磐線が内陸に移設されたことから、震災前の線路跡地を活用し、盛り土した2車線道路を整備している。盛り土された道路は、海岸沿いの防潮堤と合わせ津波に対する第二線堤防としての役割も兼ねており、復興交付金を活用して整備された。

#### 新地工区
- 起点 - 相馬郡新地町大戸浜

- 終点 - 相馬郡新地町埒木崎（宮城県境）
- 延長 - 3.5 km 2011年3月11日に発生した東日本大震災による津波で甚大な被害を受けた新地町内の災害復旧事業である。ふくしま道づくりプラン（復興計画対応版）における『津波被災地域における復興まちづくりを支援する道路』として、2012年度から事業化された。2017年8月4日にJR新地駅東側の谷地小屋字南浜田から埒木崎字作田までの0.6 kmが供用され[4][5]、2018年3月26日に小川字浜田から谷地小屋字南浜田にかけての0.5 kmが起点で接続する福島県道171号新地停車場釣師線釣師工区ともに供用された[6][7]。2019年3月29日には大戸浜字前田西から小川字浜田までの区間が開通し、全線が供用開始された[8][9]

#### 坂元・山寺工区
- 起点 - 亘理郡山元町坂元（福島県境）
- 終点 - 亘理郡山元町山寺
- 延長 - 11.2 km（坂元工区：3.8 km、山寺工区：7.4 km）[10] 東日本大震災で被災した山元町の区間で2012年度から事業化された。高盛土構造により津波被害への防御・減災機能を併せ持つ、多重防御施設としての位置づけを持っている。 完成した区間から随時供用を開始し、2021年3月26日に全線開通した。[11]

道路施設
小泉橋
- 全長：31.3m
- 幅員：8.3m
- 竣工：1968年[12]

相馬市沖ノ内3丁目から小泉字山田に至り、二級水系小泉川を渡る。橋上は上下対向2車線で供用され歩道はなく、下り線側に人道橋が後に架設された。上流側には水管橋が並行してかかっている。
浜畑橋
- 全長：85.7m
  - 主径間：28.5m
- 幅員：7.5(10.0)m
- 形式：3径間単純PCポストテンションT桁橋
- 竣工：1983年

二級河川地蔵川の河口に架かり、南詰は新地町今泉字須賀畑、北詰は同町今泉字浜畑に位置し、北詰の字名から橋名がとられている。橋上は上下対向2車線で供用されており、上り線側（河口側）に歩道が設置されている。1978年度より行われた地蔵川の河川改修事業に伴い、それまで用いられていた木橋からの架け替えのために建設された。2011年3月11日に発生した東日本大震災による大津波で被災し、落橋・流出は免れたが、支承の浮き上がりが確認された。2018年度より新たな河川改修事業が開始されたのに伴い、川田工業の施工により架け替え工事が行われている。
曙橋
- 全長：35.6m
- 幅員：7.5（10.0）m
- 形式：PCポステンT桁橋
- 竣工：1986年度

新地町谷地小屋地内にて、二級水系砂子田川の河口部を渡る。地方道特殊改良1種事業により1984年度に着工された。総工費は1億4000万円。

## 歴史
- 1958年（昭和33年）3月31日 - 宮城県が一般県道44号亘理松川浦港線（亘理町 - 山元町福島県界）を路線認定。[17]
- 1982年（昭和57年）4月1日 - 県道亘理松川浦港線の一部、県道松川浦公園線が「相馬亘理線」として建設省（現・国土交通省）から初めて主要地方道の指定を受ける。[18]
- 1983年（昭和58年）1月11日 - 宮城県が主要地方道57号として「相馬亘理線」を路線認定。同時に、「亘理松川浦線」を路線廃止。[19]同日、福島県によって県道路線に認定される[20]。
- 1993年（平成5年）
  - 5月11日 - 建設省から、県道相馬亘理線が相馬亘理線として主要地方道に指定される[21]。
  - 10月19日 - 宮城県側で県道番号が決定[22]され、従前の主要地方道57号から、県道38号に変更される。（12月1日より施行）
- 2021年（令和3年）3月26日 - 「坂元・山寺復興道路」が全線開通[23]。

## 地理

### 通過する自治体
- 福島県
  - 相馬市
  - 相馬郡
    - 新地町
- 宮城県
  - 亘理郡
    - 山元町
    - 亘理町

### 交差する道路
相馬市内

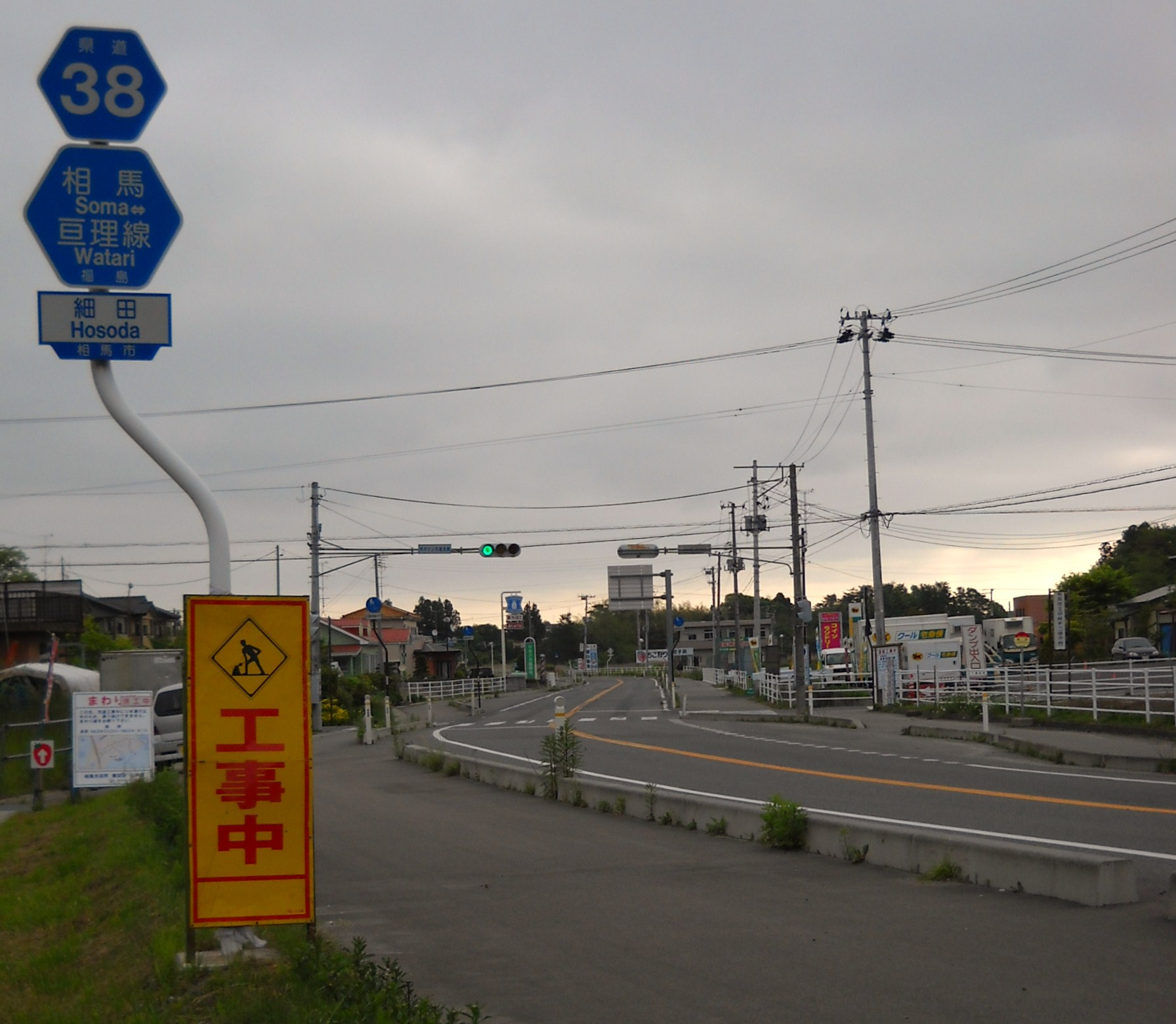
相馬市細田付近

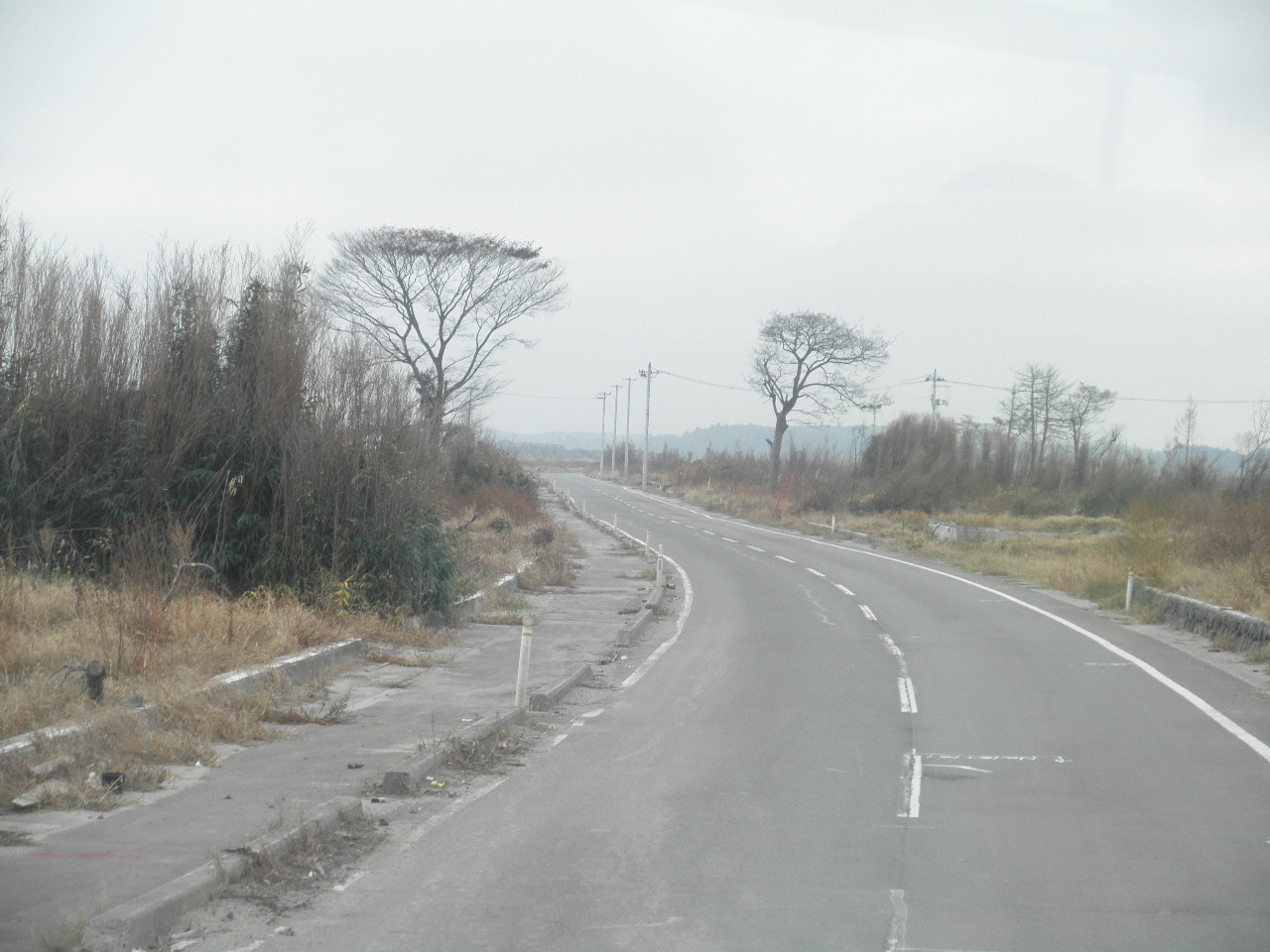
山元町高瀬字笠野付近

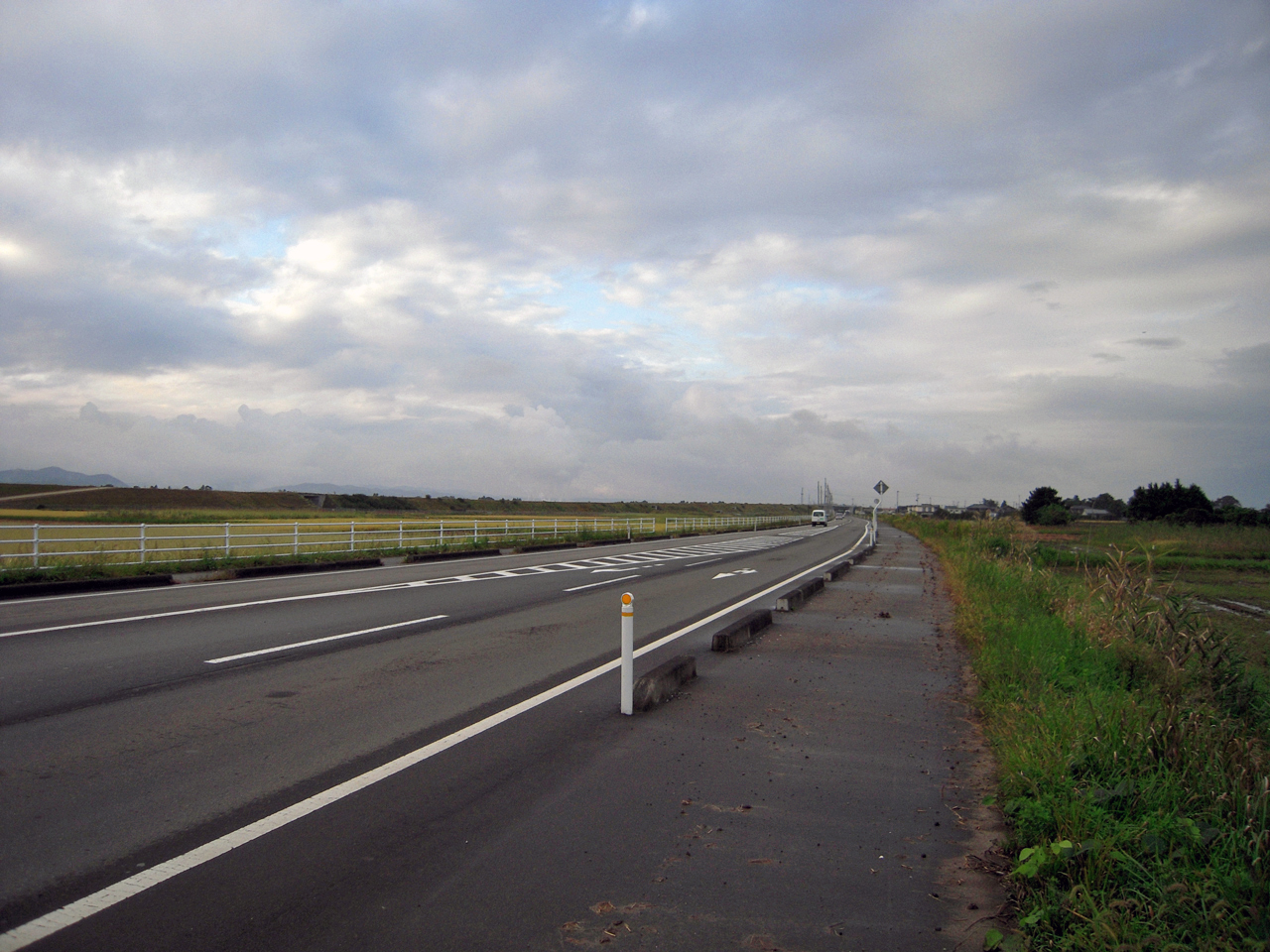
亘理町吉田付近。後方には建設中の常磐自動車道が見える（2008年10月）

- 国道115号・福島県道394号相馬新地線（塚ノ町二丁目（塚ノ町交差点） 起点）
- 国道6号 相馬バイパス（尾浜字細田）
- 福島県道375号松川浦港線（尾浜字牛鼻毛）
- 福島県道272号原釜椎木線（原釜字北谷地）

新地町内
- 福島県道389号相馬港線（駒ケ嶺字今神）
- 福島県道171号新地停車場釣師線（谷地小屋字釣師）

山元町内
- 宮城県道44号角田山元線（坂元字二又）
- 宮城県道121号山下停車場線（山寺字頭無）

亘理町内
- 宮城県道224号吉田山元線（吉田）
- E6 常磐自動車道 鳥の海スマートインターチェンジ接続町道（字高屋）
- 宮城県道10号塩釜亘理線（逢隈字高屋 終点）

### 沿線
- 松川浦県立自然公園：日本の白砂青松100選に選ばれる名勝松川浦とその周辺。潮干狩りや海水浴も楽しめる。
- 松川浦漁港：第3種漁港。沿道には旅館や海産物店が軒を連ねる。
- 相馬中核工業団地（東地区）：地域振興整備公団（現：中小企業基盤整備機構）が造成した、面積499haの大規模工業団地。重要港湾相馬港や相馬共同火力新地発電所がある。
- 福島県相馬港湾建設事務所
- 原釜尾浜防災緑地
- 福島県水産資源研究所
- 釣師浜（つるしはま）漁港：第2種漁港。
- JR常磐線　新地駅
- 磯浜（いそはま）漁港：第1種漁港。
- 旧山元町立中浜小学校（震災遺構）
- 牛橋公園

### 交通量[24]
令和３年度・12時間交通量
- 相馬市小泉字山田 - 2,965台
- 新地町谷地小屋字南谷地 - 1,610台
- 山元町坂元字柳橋 - 4,913台
- 山元町山寺字東畑合 - 6,476台
- 亘理町逢隈高屋字倉東 - 6,382台